# 花井増實
花井 増實（はない ますみ、1951年 - 2024年 ）は、日本の弁護士。日本弁護士連合会副会長、愛知県弁護士会会長、中部弁護士会連合会理事長、アルペン取締役等を歴任。2023年春に旭日中綬章受章。

## 人物・経歴
三重県生まれ。愛知県立旭丘高等学校を経て一橋大学卒業。1999年万朶総合法律事務所開設。2003年アルペン監査役。2014年愛知県弁護士会会長、日本弁護士連合会副会長。2015年中部弁護士会連合会理事長、アルペン取締役。
この間、南山大学大学院法務研究科兼任講師、地籍問題研究会発起人、日本マンション学会中部支部長、中部マンション管理組合協議会顧問、同朋大学学長候補者選考会議委員長等も歴任した。
また、日本弁護士連合会立法対策センター委員長や愛知県弁護士会憲法問題委員長を務め、平和安全法制反対運動に参加。2016年の愛知県中央メーデーでは来賓挨拶として「安保関連法の廃止、立憲主義の回復のために運動を続けている。一緒に頑張りましょう。」などと述べた。
2023年春、旭日中綬章受章。
2024年8月15日逝去。

## 著作
- 「年齢引下げよりも少年審判の充実を」季刊教育法 (通号 77) 1989
- 「管理費等の滞納問題から持続可能なマンション管理を考える」日本マンション学会誌 (36) 2010
- 「救急医療従事者が知っておくべき法律の基礎知識」Emergency care 23(9) (通号 293) 2010
- 「インフォームド・コンセントをめぐる法律問題」Emergency care 23(9) (通号 293) 2010